# Luigi Mistò
Luigi Mistò (* 24. Juni 1952 in Binago) ist der aktuelle Sekretär der Verwaltungsabteilung des Wirtschaftssekretariats.

## Leben
Von 1976 bis 1979 war er Student in Rom am Päpstlich Lombardischen Seminar. Er empfing am 12. Juni 1976 die Priesterweihe. Im Jahr 1981 wurde er an der Päpstlichen Universität Gregoriana in Rom zum Doktor des Kirchenrechts promoviert.
Er unterrichtete als Professor des kanonischen Rechts im Priesterseminar von Mailand (Seveso, 1979–1983; Venegono Inferiore, 1983–1999), und Kanzler der Kurie von 1999 bis 2004 und als Mitglied des Verwaltungsrates des Zentralinstituts für die Unterstützung des Klerus (2001–2011). Johannes Paul II. ernannte ihn am 6. November 2001 zum Kaplan Seiner Heiligkeit. In Anerkennung seiner Verdienste um die Erzdiözese Mailand wurde er zum Ehrenkanoniker des Metropolitankapitels des Mailänder Dom erhoben.
Er war zuvor Direktor der Hochschule für Religionswissenschaft und Ambrosianischen Stiftung Pauls VI. in Villa Cagnola Gazzada Schianno, Leiter des Dienstes der Erzdiözese Mailand zur Förderung der wirtschaftlichen Unterstützung der Kirche und Professor für öffentliches Recht im Priesterseminar von Mailand und dem Kirchenrechtlichen Institut Pius X in Venedig. Papst Benedikt XVI. ernannte ihn am 7. Juli 2011 zum Sekretär der Güterverwaltung des Apostolischen Stuhls. Franziskus ernannte ihn am 14. April 2015 zum Sekretär der Verwaltungsabteilung des Wirtschaftssekretariats.